# Christian Berger (Fußballspieler, 1950)
Christian Berger (* 9. Dezember 1950) ist ein ehemaliger deutscher Fußballspieler, der zwischen 1971 und 1977 für die BSG Stahl Riesa in der DDR-Oberliga, der höchsten Spielklasse im DDR-Fußball, aktiv war.

## Sportliche Laufbahn
Bis 1968 spielte Christian Berger in der Nachwuchsabteilung der Betriebssportgemeinschaft (BSG) Chemie Premnitz. Während der Saison 1968/69 gehörte er zur zweiten Mannschaft der BSG Stahl Riesa, die in der drittklassigen Bezirksliga Dresden vertraten war. Anschließend wechselte Berger zum Ligakonkurrenten TSG Gröditz. Als bei der Oberligamannschaft von Stahl Riesa während der Saison 1970/71 zwei Stammspieler langfristig ausfielen, wurde Berger zu Beginn der Rückrunde wieder zurückgeholt und anschließend bis zum Saisonende in allen dreizehn Oberligaspielen als Mittelfeldspieler eingesetzt. 1971/72 fiel er nach dem fünften Spieltag selbst monatelang verletzt aus und konnte erst am Ende der Spielzeit noch zwei Oberligaspiele bestreiten. Anschließend musste Stahl Riesa in die DDR-Liga absteigen, schaffte aber den sofortigen Wiederaufstieg. Daran war Berger maßgeblich beteiligt, denn er wurde nicht nur in allen 22 Punktspielen eingesetzt, sondern bestritt auch alle acht Spiele der Aufstiegsrunde und erzielte insgesamt fünf Tore. Die Saison 1973/74 war für ihn wieder durch mehrere Verletzungspausen gekennzeichnet, sodass er nur in siebzehn der 26 Oberligaspiele mitwirken konnte. In den folgenden beiden Spielzeiten kam er nur in vier bzw. drei Oberligabegegnungen zum Einsatz, 1975/76 gehörte er nicht einmal zum offiziellen Oberligaaufgebot. Dort wurde er jedoch wieder für 1976/77 benannt und bestritt auch regelmäßig die ersten sieben Punktspiele. Danach wurde er aber wieder unregelmäßig nur noch in sechs weiteren Punktspielen eingesetzt. Am Saisonende wurde Berger nach sieben Spielzeiten und 57 Oberligaspielen mit drei Toren sowie 30 Zweitligaspielen mit fünf Toren bei Stahl Riesa entlassen. Er kehrte zur TSG Gröditz zurück, die inzwischen in der DDR-Liga spielte. 1977/78 absolvierte Berger alle 22 Ligaspiele, wurde in der folgenden Spielzeit aber nur in zehn Punktspielen eingesetzt. Es folgten Abstieg in die Bezirksliga und umgehende Rückkehr in die DDR-Liga. Dort war Berger noch vier Spielzeiten lang aktiv, in denen 72 von 88 Punktspielen bestritt. Nach 104 DDR-Ligaspielen für die TSG Gröditz beendete er nach der Saison 1983/84 seine Laufbahn als Leistungssportler.